# Schieferkaut Biebertal
Die Schieferkaut bei  Königsberg im Biebertal im Landkreis Gießen war eine kleine Dachschiefergrube. Sie ist eines der Bergwerke im Lahn-Dill-Gebiet.

## Entstehung und Geschichte
Die Dachschiefergrube bei Königsberg wurde um 1885 von einem Ortsbürger unterhalten, der in den Sommermonaten mit 4 – 8 Bergleuten etwa 500 bis 800  Reis a 10′ förderte.
Die Schiefer sind von dunkelblauer Farbe und dauerhaft.
Nach 1885 beabsichtigte die Langenhecker Dachschiefergesellschaft den Betrieb durch einen Stollen aus dem Struppbachtal zu entwässern und einen großen Tagebau anzulegen.
Die prognostizierten bis zu 28.000 Reis Schiefer sollten mit 50 Bergleuten gewonnen werden und an den Bahnhof Gießen geliefert werden. Zu diesem Vorhaben ist es aber nie gekommen.
Wann die Grube aufgelassen wurde, ist unbekannt.